# 成功 (任官)
成功（じょうごう）とは、日本の歴史において朝廷の公事・行事及び殿舎の営繕、寺社の堂塔修造費用など本来、朝廷の公費で負担すべきところを、任官希望者を募って任料を納めさせるか、または自己負担でそれぞれの事業の功を成らせて、見返りに官職に叙任するという売官制度の一種である。

## 概要

### 成功の起源
成功という仕組み自体が発展するのは 摂関期以後であるが、その原点になる制度は律令政治が行われていた時代から存在していた。
律令においては、位階は有していても無官の者は散位寮、勲位を有する者は軍団に勤仕することとされた。但し、これらの任務には定員が定められるようになり、次第に定員外の者については銭を納めて労（勤務期間）にかえることが許された。これが、続労銭と称した。また、奈良時代中期の国分寺や東大寺の造営にあたって、造営費用として私財を提供した者に対して叙位を行った献物叙位と呼ばれる措置もあった。続労銭や献物叙位の存在が後世の成功制度成立の前提としてあったと考えられている。
成功は大きく分けると受領成功と地下成功に分けられる。前者は受領が国司の地位に新任・重任・遷任を目的として行う成功であり大規模な事業・行事の費用を賄うために行われた。なお、受領成功を細分化すると、国司の官職を得るために行う「受領功」、現在国司の地位にあるものが任期（4年）満了後に同じ地位を重任されるために行う「重任功」、同様に任期満了後に別の国の国司に遷任されるために行う「遷任功」の3つに分けられた。後者は地下官人が何らかの官職（四等官の判官・主典級）の地位を得ることを目的として行う成功であり小規模な事業・行事の費用や恒常的な経費の不足を賄うために行われた。ここで注意することは、地下官人が貴族として認められる叙爵を望んで成功する場合を例外として、成功の目的は官職の獲得を目的としており、位階への叙位を目的としたものではないことである（記録上、成功によって叙位を受ける者もいたが、あくまでも成功に対する「副賞」と言うべきものである）。また、「成功」という言葉は元来、施設の造営を請負した場合に用いられた言葉であり、請負事業に由来する受領成功と続労銭や献物叙位に由来する地下成功では成立の経緯は異なっていた。

### 地下官人の成功
地下成功は、続労銭や献物叙位に由来し、律令制度に基づく財政システムが衰退した10世紀後期には、仕組みが完成していた。ただし、当時は任料（官職）・叙料（栄爵）の「進納」と称されていた。
地下成功は費用を必要とする機関（官司・寺院・行事所）が、朝廷に対して官職・もしくは栄爵（従五位下への叙爵）推薦権を求め、朝廷からそれを認可する宣旨が出される。宣旨を元にして機関が成功希望者を募り、実際に任料・叙料を納めた希望者に対してはその証拠となる返抄を与えるとともに、その名簿を次の除目・叙位の際に朝廷へ提出し、これに基づいて成功希望者が補任を受けたのである。また、急に費用が必要となりなおかつ成功希望者を既に機関が見つけている場合には、機関側から該当する成功希望者に官職・栄爵を与えるように求める申文を朝廷に提出し、朝廷側がこれを妥当として機関に対して成功希望者の補任を認める宣旨が下されると、成功希望者は約束通りの任料・叙料を支払ったのである。

### 受領の成功
一方、受領成功も10世紀後期に成立している。財政難に苦しんだ朝廷が、内裏や官衙、寺社などの造営の費用を諸国に費用の国宛を行ったり、造営の一部を諸国に請け負わせたりすることで賄おうとしたが、中央財政の不足分や臨時の出費を地方財政から補填する政策はやがて地方財政の悪化をもたらした。一方、地方の国司の中でも実際に現地で統治を行っていた受領と呼ばれる人々は、徴税の際に自らも利得の配分を得るなどして莫大な利潤を得て私財を蓄積していった。だが、国司の任期は4年と定められており、受領たちにとっては、任期を終えた後の自己の人事に対して強い関心を持っていた。一方、朝廷側も彼らの財力に目を付け、人事面での優遇と引き換えに彼らの私財の拠出を受けようとした。一条天皇の永延3年（989年）2月1日に行われた除目で藤原貞順と源乗方がそれぞれ丹波守と越前守に任じられたのが記録上に残る最古の受領成功（受領功）である。『小右記』の同日条には事情が詳しく書かれており、貞順は崇親院と上下の賀茂社の神館造営の功、乗方は式部省の造営の功（ただし、乗方の父源重信は現職の大納言であったことも考慮する必要がある）によって任じられたと記されている。重任功の最古の記録も寛弘元年（1004年）である（『御堂関白記』同年閏9月13日条）。翌寛弘2年（1005年）に行われた内裏再建に際し、播磨守藤原陳政から重任功によって施設を造る申請が出された。多くの公卿が反対する中で、当時の最高責任者であった内覧左大臣の藤原道長は、諸国が連年の国宛で疲弊していることを理由に播磨国の官物を一切用いず、陳政の私物（私財）のみで造営することを条件に常寧殿の受領成功を認めた。もっとも、この時期においてこうした成功はあくまでも国宛で賄い切れない場合にのみ限定的に実施された。これは、あくまでも諸国の負担は国宛によるという原則が貫かれていたこと、受領の私物（私財）と国衙の官物の区分が曖昧であったこと（ともに農民などからの徴税によって生み出される）から、望ましい手法ではないという認識が朝廷側にもあったと考えられている。
受領成功は成功希望者が朝廷に成功実施の申し入れを行い、認可されると成功を命じる成功宣旨が出される（重任功の場合は「重任宣旨」と呼ばれる）。希望者はこれを受けて実際に事業に取りかかり、終了後に官使の覆勘（チェック）を受ける。覆勘が通った希望者は次の除目の際に任官申文を提出し、闕官があれば補任されることになる（重任の場合は、一旦任期終了とともに闕官扱いされて大間書に掲載され、その闕官に補任する措置が取られる。また、退任直前に重任が確定した場合には重任官符と呼ばれる太政官符で代用される場合もあった）。ここで重要なのは、単に成功を終えただけでは補任の対象にはならず、申文の提出を行うことと闕官の存在する場合に補任を行うという条件が付けられていたことである。
なお、成功希望者が現在の任期の終了後に現在の任国以外の国の国司などへの異動（遷任）を希望して成功実施の申し入れを行った場合には遷任功と呼ばれ、そのための宣旨も「遷任宣旨」と呼ばれることになる。

### 院政期の成功
成功が盛んになるのは、院政期に入ってからである。11世紀末期以後展開された白河天皇の親政から院政初期にかけて院御所や御願寺の造営が相次ぎ、国宛による諸国の負担だけで賄うことが出来なくなった。また、院近臣である受領は白河天皇（上皇）への私的奉仕と引き換えに受領功過定を通過して重任や遷任を受けることが出来るようになり、受領功過定で本来追及される筈であった済物未進などの中央に対する義務的な進上内容が結果的に不問とされるようになった（当然、済物が規定通りに納められなくなれば、財政収入は不足をきたすことになる）。一方、臨時の進上にあたる臨時召物や造営などの国宛に充てる為に臨時雑役を賦課した場合でも、国内における官省符荘と呼ばれる荘園の増加が円滑な収納を妨げていた。こうした事態の打開を図るために受領成功への財政依存の強化を図ることになった。そんな中で、康和元年（1099年）、近江守藤原隆宗が勢多橋を造営（『本朝世紀』同年10月5日条）し、これが遷任功の最初の例とされている。こうした受領成功の定着は地下の「進納」（地下成功）にも影響を与え、小規模な造営についてはこれまでの費用の進納に代わって実際の造営を命じられるようになり、11世紀末期には「成功」の名称が採用されて手続も受領成功と同じように成功の申請→成功宣旨→費用進納または造営→返抄・覆勘→申文提出→闕官に補任という手続が採られるようになっていった。もっとも、造営が成功で賄えた訳ではない事に注意を要する。例えば、御願寺の造営の場合、大規模な人夫の動員や特定の国の産物を用いる必要がある場合にはその要件に該当する国に対して国宛を行う必要が生じたし、発願者（願主）である天皇や上皇・女院が自ら造営のための財物の寄進を行わなければ、発願の意味がなくなってしまうからである。そのため、別途に目的によっては国宛を諸国に課したり、願主の指揮下にある機関が物資の調達・製作を行ったり、願主の荘園から材料を運ばせて受領に支給したりすることも行われていた。

### 成功の弊害
成功は、一国平均役の登場と並んで院政期の財政を支える有力な手法として活用された。だが、その一方で様々な問題も引き起こした。一つは受領の任命手続の原則が崩壊してしまったことである。摂関期までは、新たに叙爵を受けた者は蔵人・式部・外記などの地位に就き、そのうち在職期間が長いものから新しく受領に任ぜられ、既に受領となった者は公文勘済（公文の勘会を終えること、受領功過定の中核にあたる）を済ませることで他の受領に任じられる権利を得た。ところが、院政期になると院権力の政治介入で重任や遷任がしばしば行われ、更に受領成功によって同様の措置が認められる者が続出したために、新たに受領に任じられる枠が失われ、一度受領の地位を失うと復帰することが困難になった。このため、受領希望者や重任・遷任によって引き続きその地位を保ちたいと考える現職の受領たちは受領成功を引き受けることで受領の地位を獲得しようと奔走し、あるいは治天の君である院の方から成功を持ちかける（賦課する）場合も生じたのである。
次に成功によってポスト不足が引き起こされたことである。前述の通り、受領成功が盛んになった一因として受領の重任・遷任によって非受領や元受領が受領の地位に就くことが困難になったことがあげられるが、当然のように成功を行ったとしても受領の人数には限りがあった（令制国が66か国である以上、受領として実権を持つ国司も当然66名が最大数となる）。しかも、成功の実施が直ちに官職の任命を保証するものではなく、除目の際には申文を提出する必要があり、しかもその時に闕官が無ければ補任を受けることは出来なかった（朝廷側からすれば、成功宣旨を出したとしても直ちに任官させる義務はなく、闕官の有無を気にせずに成功を行わせることが出来た）。そのため、他の競合相手を出し抜くためには1つの地位を得るために複数の成功を行う「超越功」も行われた。その一方で、既に受領の地位に就いている院近臣の中には院に対する経済的な奉仕の一環として院から直接成功を命じられる者もいた。これを通常の成功と区別するために賦課成功と称されている。承暦元年（1077年）に完成した白河天皇の御願寺である法勝寺や長治2年（1105年）に完成した堀河天皇の御願寺である尊勝寺の造営はほとんどが受領の成功によったが、その中には賦課成功であったものも含まれると考えられている。院近臣の中にはまだ着手前あるいは造営中に受領に任じられる「先任」と呼ばれる措置が採られる場合があり、極端な場合には完成時に更なる褒賞を受ける場合すらあった（つまり、1つの成功で結果的に2度の受領補任を受けることになる）。尊勝寺造営の時に法華堂・准胝堂を担当した平時範と阿弥陀堂を担当した高階為家はそれぞれ近江守への遷任（『中右記』康和5年11月1日条）と備中守への遷任（『中右記』長治元年12月27日条）を受け、落慶供養時には白河上皇の意向で重任宣旨が下されて後にこれを重任功として申請している。この傾向は地下官人にも広がりを見せていった。久安4年（1148年）1月28日に出された宣旨によって衛門府の少尉は左右10名から20名に、兵衛府の尉と馬寮の允は左右2名（大少1名ずつ）から左右20名。内舎人は40名から60名（令制では90名であったが大同3年（808年）に減員されていた）に増員された。ところが、平安時代末期から鎌倉時代初期（1200年前後）に書かれた『官職秘抄』には、近代（近年）には久安年間の規定も守られず、実際には元の定員が多い内舎人でも100名以上、他の職では久安の定員の3倍から5倍の人数が任じられていたと記されている。久安の増員自体が地方の武士に人気があったこれらの定員を増やして成功を勧奨する意図があったとされ、そして実際には治承・寿永の乱（源平合戦）や養和の飢饉による財政逼迫などもあって成功に応じる者、場合によっては申請した者をただちに「先任」する形を取る臨時除目を行って次々と任官させていった結果、大量の補任につながったのである。それでも、補任に与れなかった者もいたらしく、『大間成分抄』に任官された実例として引用された藤原高久という人物の任官申文によれば、保延6年（1140年）に成功を行って馬寮の允への任官を希望した藤原盛重という人物は結局任官が適わず、成功の権利を譲られた一族の藤原高久が建久7年（1196年）に当該申文を出して漸く大学少允に補任されたことが判明する。つまり、成功の実施から補任まで半世紀以上かかったことになる。当然、成功を行いながら、闕官が無いことを理由として補任も受けられずに終わった事例も存在したと考えられている。
そして、受領成功の多用は結果的には却って朝廷の財政を悪化させる事態を招くことになった。本来、成功は受領の私財で行うものとされ、赴任先の国の官物を流用したり賦課を行って現地に負担を転嫁したりすることは、「非法」とされて固く戒められていた。なぜなら、受領成功は本来国宛の財源である正税や官物の不足を補うために始めた制度であるから、成功によってそれらの財源が用いられて国宛が妨げられるのは本末転倒だからである。ところが、受領による財の運用における公私の区分は元から曖昧であったことから、官物などの流用や現地における負担の転嫁が行われる危険性が潜在的に存在していた。院政期に実施された先任も本来であれば成功を行った後に受領として得られる収益を先取りして成功の経費に流用することを事実上認めることとなり、現地における租税の徴収に成功の負担分を転嫁する歯止めを失うことになった。更に受領功過定の形骸化によって少なからず働いていた済物納入を通じた受領に対するチェック機能も低下していったことも流用を促す一因となった。11世紀末には成功の実施を理由として国宛の一種である臨時召物と呼ばれる賦課の免除を求める受領が現れ始め、朝廷も成功に対する優遇策の一環としてこれを許容するようになる。ところが、これをきっかけに受領が毎年中央に納める義務を持つ済物の免除にまで広げる動きが現れた。そのため、12世紀の貴族の日記上には「又募奉遷任・当任（＝遷任）受領成功之時、寄事於左右、神社・仍守（＝仏寺）・封家・納宝物、全以不済」（『長秋記』元永2年（1119年）11月15日条）、「神社・仏寺・封家・納官、諸国吏全不弁済事」（『中右記』大治4年（1129年）7月15日条裏書）といったように臨時召物だけではなく済物も納めない国々が続出する状況が記されるようになり、12世紀中頃には遂には本来であれば非法である済物免除の宣旨を治天の君より与えられる受領も現れた。これによって官物などの公的資財を直接成功に投入することが可能となり、受領が一国の収入をもって造営などの事業にあたる造国の制度が展開されることになった。また、こうして発生した臨時召物や済物不足を地下受領で補った結果、前述のように官職の大増員やそれでも解決しない官職の不足によって半世紀も任官されない事例が登場したのである。
院政期以後の朝廷において、成功は国宛（一国平均役によって賦課が行われた）とともに、国家財政に欠かせない重要な財源になる一方で、治天の君と院近臣の間では治天の君が近臣に受領の地位を保証し、受領は成功による経済的奉仕で応えるという、主従関係を維持・強化するシステムとして機能するようになっていたのである。

### 成功の終焉
鎌倉幕府が成立すると、幕府が御家人の官職を推挙する原則を確立しようとした。源頼朝は、在京御家人が勝手に官職を受けていることを批難して元暦2年（1185年）4月15日に任官を受けた御家人の東国への帰還を禁止するとともに、「自由任官の禁止」「成功の重視」「任官後の在京勤務の励行」を基本方針とする下文を発給した（『吾妻鏡』）。これは幕府の長である鎌倉殿（後の将軍）が、他の権門と同様に主従関係にある御家人の任官を統制するとともに、成功の実績を重視する方針を示している。『御成敗式目』第39条は幕府の推挙状のない御家人の任官を禁止する一方で、成功を行った者が幕府に推挙を求めることを肯定している。一方、朝廷も幕府に対して成功への協力を要請し、幕府は御家人に対して任官希望を募って交名を作成・提出している。ところが、実際に応募した御家人が未納を起こしたり、朝廷の担当者（奉行人）に対して減額を要求するなどの問題を起こしていた。そのため、嘉禎4年（1238年）朝廷は上洛中であった将軍藤原頼経に対して改善を求め、これを受けた幕府は同年9月27日に追加法96条を出して、建久年間の成功金額（衛門尉10000疋、兵衛尉7000疋、権守・近衛将監・内舎人2000疋など）を基準として御家人が朝廷に対して減額を求めることを禁じる措置を取った。だが、物価の変動もあって成功の相場は次第に下落しつづけ、弘安10年（1287年）に朝廷は大幅に減額されていた金額（靫負尉（衛門尉）・権守1500疋、兵衛尉1000疋、近衛将監800疋、叙爵1500疋など）が決定されている（『勘仲記』弘安10年5月11日条）。また、幕府側でも内部の権力変動に伴って推挙の実質的な権限が将軍から執権、更に得宗へと移動していくことになる。
こうした成功の仕組は国衙組織が解体されて国司が有名無実化する南北朝時代まで続いたが、やがて武家（室町幕府）に権限を吸収されていく。
奥州合戦（文治5年（1189年））以降、恩賞として官位を配る慣例は絶えていたが、鎌倉幕府を倒して建武の新政を開始した後醍醐天皇はこれを復活させ、足利尊氏を鎮守府将軍（1333年6月）・左兵衛督（1333年6月）・武蔵守（1333年8月）・参議（1334年9月）に叙したのを皮切りに、次々と武士たちへ官位を配り始めた。更に恩賞業務の審議・調査を行う部局として、恩賞方を設置した。
「天龍寺造営記」によれば暦応4年（興国2年/1341年）9月24日に「靫負尉」の官職100人分の成功が天龍寺造営の原資に当てられたという。。
貞治5年（1366年）10月に吉田社召功で伊予守に任官した上杉顕定を最後に、成功は姿を消す。以降は、私称官途が広まるようになる。